# エアディフェンダー23
エアディフェンダー23（英: Air Defender 23）は、2023年にドイツで行われるNATO加盟国および欧州各国の軍隊による大規模な演習である。
ドイツ連邦軍が主導して行われるが、NATO創設以来、最大規模の演習である。
2023年6月12日から23日まで行われるこの演習では、20～23種類の航空機から構成される250機、最大1万人の兵士が参加している。

## 概要
エア・ディフェンダー23の演習シナリオは、東方からの攻撃を受けたドイツが北大西洋条約第5条に基づき支援を要請し、NATO内の同盟国が同盟に基づき対応するというものである。2018年から準備が始まったこの演習では、開始時にアメリカ軍から約100機がアメリカからドイツに移動しており、42州からの航空州兵がほとんどを占める。しかし、演習が始まる前に、すでにエアディフェンダー23のためにアメリカからの航空機の移転があった。
ドイツ領空では、北演習エリアではドイツ湾、シュレスヴィヒ＝ホルシュタイン、ブレーメン、ニーダーザクセン上空、東演習エリアでは、バルト海のドイツ部分、そして南演習エリアではバーデン＝ビュルテンベルグ、ババリア、ラインランド＝プファルツ経由で、訓練飛行は3空域で行われている。演習は平日の日中だけ行われる。
ドイツの各演習エリアでは、1日1回、40～80機の航空機が飛行する。ドイツでは毎日約250機の軍用機の発進が予定されている。日中、3つの空域は一定の時間、民間航空機の飛行が禁止される。演習では、ヴンストルフ（ニーダーザクセン州）、シュレスヴィヒ、ホーン（ともにシュレスヴィヒ＝ホルシュタイン州）、レヒフェルト（バイエルン州）の軍事飛行場が使用される。また、Laage（メクレンブルク＝フォアポンメルン州）、Geilenkirchen（ノルトライン＝ヴェストファーレン州）、Spangdahlem（ラインラント＝プファルツ州）、Neuburg（ババリア州）、Volkel（オランダ）、Krzesiny（ポーランド）、Čáslav（チェコ共和国）も演習空域に含まれる。演習期間中、ドイツとエストニア、ドイツとルーマニア間の往復飛行も演習任務の一環として毎日実施されている。東演習エリアでは、ロストック港やバルト海の重要インフラ（海底ケーブルなど）に対する防衛がシミュレーションされている。

## 参加国
- ベルギー
- ブルガリア
- クロアチア
- チェコ
- デンマーク
- エストニア
- フィンランド
- フランス
- ドイツ
- ギリシャ
- ハンガリー
- イタリア
- 日本（オブザーバー参加）
- ラトビア
- リトアニア
- ルクセンブルク
- オランダ
- ノルウェー
- ポーランド
- ルーマニア
- スロベニア
- スウェーデン
- スペイン
- トルコ
- イギリス
- アメリカ

## 参加機体

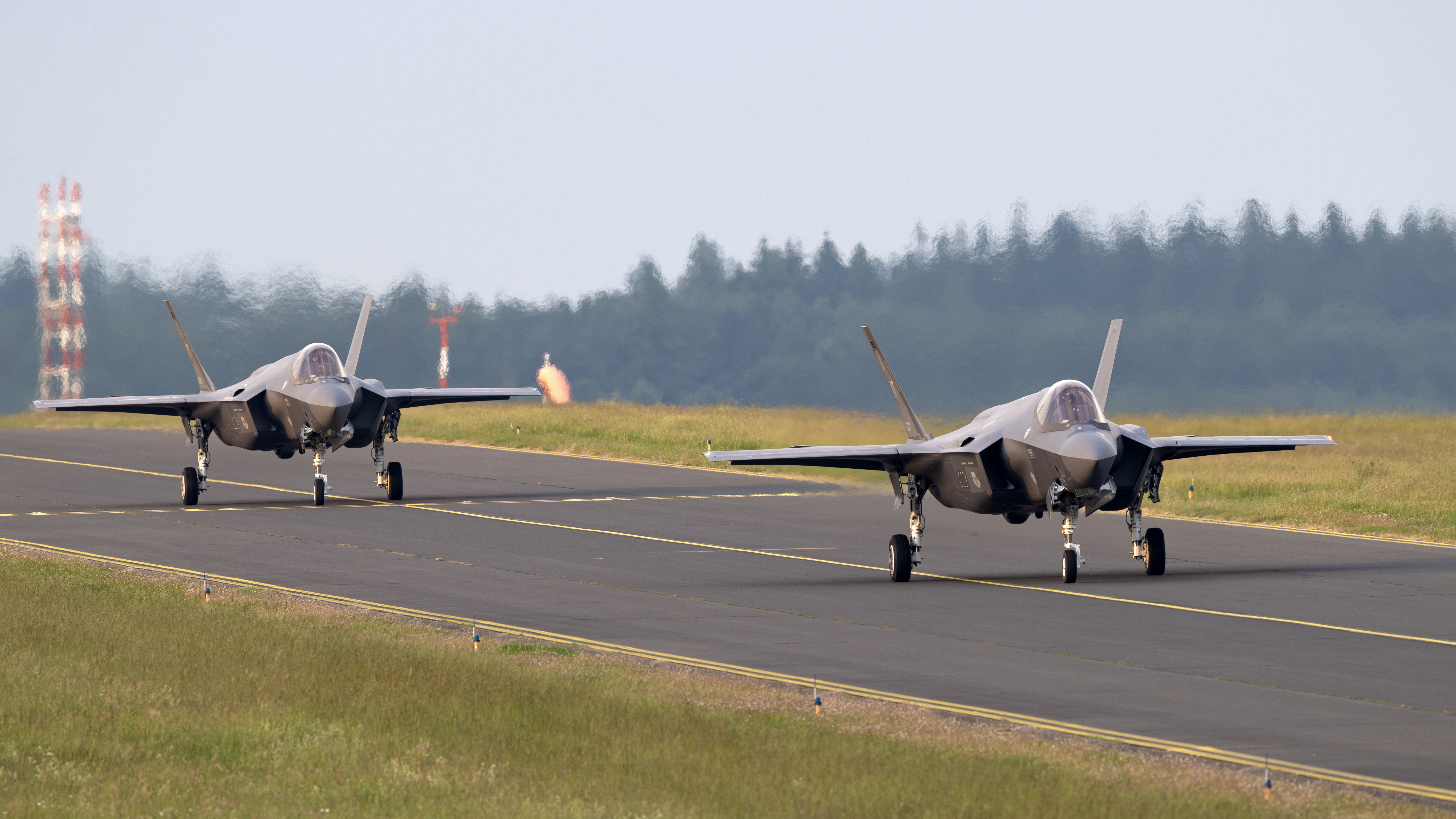
離陸前のアメリカ空軍のF-35A

MQ-9 リーパーと以下の航空機が参加している。
- トーネード IDS
- ユーロファイター タイフーン
- A400M
- F-16
- A-10
- F-35
- C-130
- F/A-18
- F-15
- C-17
- B-1
- KC-46
- C-27J
- C-2
- サーブ 39 グリペン
- ダッソー ファルコン 20
- KC-135
- C295M